# Zystische Echinokokkose
Die zystische Echinokokkose ist die Bildung von Zysten durch die Finne mancher Vertreter der Gattung Echinococcus (Bandwürmer) im Zwischenwirt. Das Symptom wird als Echinokokkenblase, auch Hülsenwurm, Blasenwurm, Metazestode, Hydatide oder Hydatidenzyste bezeichnet. Diese zeigt ein „expansives“ Wachstum und verdrängt das umliegende Gewebe.
Der häufigste Metazestodenbefall des Menschen erfolgt durch den dreigliedrigen Hundebandwurm (Echinococcus granulosus). Für den Hundebandwurm sind Hund, Wolf und Dingo die definitiven Endwirte. Als Zwischenwirte fungieren besonders Schafe, aber auch Ziegen, Rinder, Schweine, Pferde, aber auch wildlebende Huftiere und gelegentlich der Mensch. Nach dem Infektionsschutzgesetz ist in Deutschland eine Meldung vorgesehen.
Die alveoläre Echinokokkose wird hingegen vom Fuchsbandwurm übertragen.

## Verbreitung

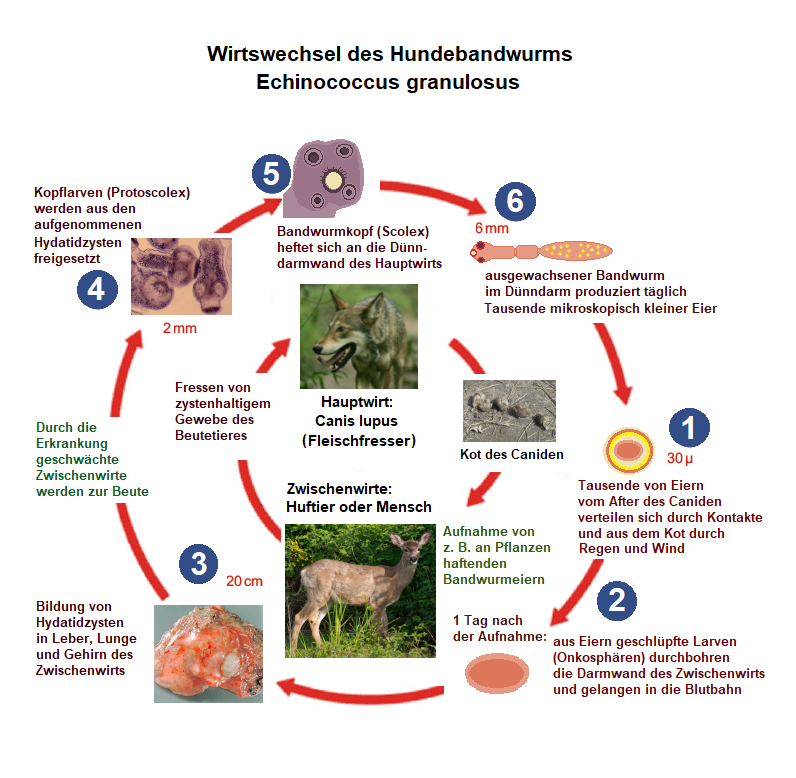
Lebenszyklus und Wirtswechsel des Echinococcus granulosus

Die weltweit, aber mit unterschiedlichen regionalen Häufungen, verbreitete Echinococcose kommt in Europa vor allem in den Mittelmeerländern vor, ist in Deutschland dagegen relativ selten. Die beobachteten importierten Erkrankungsfälle (Ausländer, deutsche Touristen) stammen überwiegend aus den südlichen Ländern des Mittelmeerraumes.

## Übertragung
Die Übertragung der Eier des Hundebandwurms erfolgt meist per Kontaktinfektion bzw. Schmierinfektion vom Hundekot, dem Fell oder der Schnauze über die danach kontaminierten (mit Erregeranhaftungen versehenen) Hände mit dem Mund. Auch indirekte Ansteckungen sind möglich, zum Beispiel durch Nahrungsmittel oder Trinkwasser, die mit Echinococcus-Eiern verunreinigt sind.

## Diagnose
Die Erkrankung kann hauptsächlich mit bildgebenden Verfahren wie Sonographie, Röntgen und Computertomographie (CT) sowie Magnetresonanztomographie (MRT) nachgewiesen werden, die mit serologischen Methoden (IFT, PHA) kombiniert werden sollten. Eine serologische Unterscheidung von E. granulosus und E. multilocularis (Fuchsbandwurm) ist mittels ELISA möglich. Zusätzlich sind Kreuzreaktionen auch mit anderen Bandwürmern zur eindeutigen Erregerbestimmung möglich und angezeigt.

## Differentialdiagnose
Zur eindeutigen Diagnose sollten andere raumfordernde Rundherde wie ein Amöbenabszess ausgeschlossen werden. Weiterhin sollten dysontogenetische (durch Fehlentwicklung bestimmter Gewebe verursachte, einzeln oder gehäuft auftretende) Zysten, Tumoren oder Abszesse der Leber ausgeschlossen werden.

## Krankheitsverlauf
Die Dauer der Inkubationszeit ist sehr unterschiedlich. Der Zeitraum kann sich über Monate bis Jahre erstrecken. Grundsätzlich kann jeder – Erwachsene wie Kinder – von dieser Erkrankung betroffen sein, am häufigsten tritt sie aber zwischen dem dritten und dem fünften Lebensjahrzehnt auf.
Beim Hundebandwurm ist die Finne eine flüssigkeitsgefüllte, ein- oder mehrkammerige Blase. Der Organismus reagiert auf diesen Fremdkörper, indem er eine Schicht aus Bindegewebe um ihn herum bildet, so dass vor allem im Lebergewebe eine recht feste Bindegewebskapsel (Brutkapseln) entsteht. Von der innen gelegenen Keimschicht ausgehend bilden sich nach etwa einem halben Jahr viele kleine Bläschen, welche die Vorstufen der fertigen Bandwürmer enthalten, die sich nach dem Schlüpfen frei in der Flüssigkeit bewegen. Diese „Hydatiden“ haben einen Durchmesser von wenigen Millimetern bis zu 30 cm.
Die Erkrankung befällt vor allem Leber (50–70 %), Lunge (15–30 %) selten auch Milz, Nieren, Gehirn und andere Organe, wobei in aller Regel immer nur ein Organ betroffen ist.

## Symptome
Obwohl die Infektion mit dem Hundebandwurm meist ohne Symptome einhergeht und deshalb oft unerkannt bleibt, können im Verlauf doch irgendwann Beschwerden auftreten.
Die Leberechinokokkose (Befall der Leber) verursacht häufig erst bei einer sehr großen Anzahl von Zysten klinische Symptome durch Kompression auf Blutgefäße oder Gallenwege. Bei Spannung der Leberkapsel können mehr oder minder starke Bauchschmerzen auftreten. Manchmal kommt es bei ausgedehntem Befall auch zu einer Gelbsucht (Ikterus) mit Gelbfärbung von Augen und Haut des Patienten.
Bei der Lungenechinokokkose (Befall der Lunge) ist ein Platzen (Ruptur) der dünnwandigen Lungenzysten von Schmerzen, Husten und Atembeschwerden begleitet.
Bei einem Befall des Zentralen Nervensystems verursachen die Echinokokkosezysten in Abhängigkeit ihrer Lage im Hirn oder Rückenmark neurologische Herdsymptome.
Bei allen Befallsmöglichkeiten besteht zusätzlich das Risiko eines allergischen Schocks beim Platzen einer Echinokokkuszyste und einer anschließenden Streuung der Finnen. In seltenen Fällen kann ein solches Ereignis aber auch eine Spontanheilung zur Folge haben.

## Komplikationen
Gelegentlich können in der Leber Gewebezerstörungen und unstillbare Blutungen auftreten. Außerdem kann der erhöhte Druck in den zur Leber führenden Blutgefäßen eine Wasseransammlung im Bauchraum verursachen. Beim Absterben von Parasiten hinterlassen diese in der Regel Zerfallshöhlen, in die anschließend auch Einblutungen stattfinden können.

## Therapie

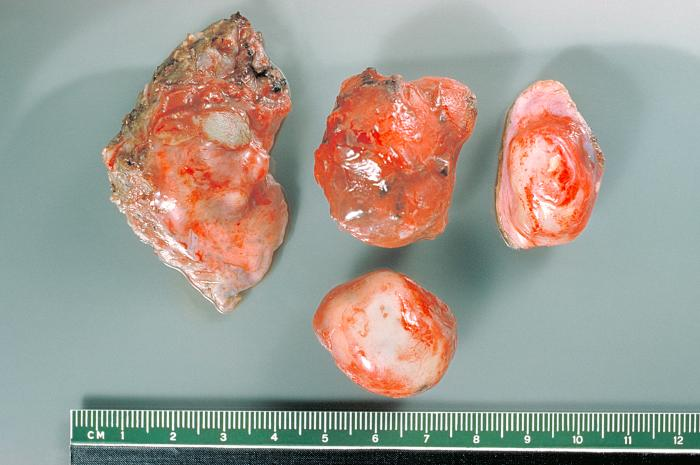
Entfernte Zyste

Für eine sachgerechte und auf den individuellen Patienten zugeschnittene Behandlung der zystischen Echinokokkose bedarf es der interdisziplinären Zusammenarbeit zwischen Chirurgen, Radiologen, Gastroenterologen und Tropenmedizinern, Parasitologen und Infektiologen.
Für eine durchaus mögliche Heilung wird eine radikale operative Behandlung angestrebt, bei der es für den Chirurgen besonders wichtig ist, die Finne unverletzt und komplett zu entfernen, damit es nicht während und nach der Operation zu einer zusätzlichen Streuung des Erregers kommt. Für den Fall, dass der Parasit nicht vollständig entfernt werden kann oder der Patient inoperabel (nicht zu operieren) ist, bleibt nur noch die Langzeittherapie mit Medikamenten wie Mebendazol und Albendazol. Beim Hundebandwurm kann dabei sogar in manchen Fällen eine vollständige Abtötung des Erregers erreicht werden.
Gut zugängliche Zysten des Hundebandwurms sollten unter perioperativer (während der Operation vorgenommener) Chemotherapie vorsichtig entfernt werden. Gegebenenfalls kann die Zyste vor der chirurgischen Entfernung zur Sicherheit nach dem PAIR-Verfahren (puncture – aspiration – injection – reaspiration) entleert und gespült werden. Sollte es bei einem chirurgischen Eingriff zur Zystenruptur (Zerreißen der Zyste) und entsprechender Aussaat der Finnen gekommen sein, kann wie bei einem inoperablen Patienten die Langzeitbehandlung mit Mebendazol oder Albendazol das Fortschreiten der Erkrankung verhindern oder verlangsamen.

## Vorbeugung
Zur rechtzeitigen Vermeidung einer solchen Erkrankung wird ein regelmäßiges Untersuchen und gegebenenfalls Entwurmen von Hunden und Katzen empfohlen. Besonders angezeigt sind solche Vorbeugungsmaßnahmen, wenn besagte Haustiere auf Reisen in Mittelmeerländer mitgenommen oder solche von dort mitgebracht wurden.